# Martin Reyna
Martín Reyna, né le 1er mai 1964 à Buenos Aires (Argentine), est un artiste peintre argentin qui vit, depuis 1992, en France. 

## Biographie

### Les débuts en Argentine
Martín Reyna est né à Buenos Aires en Argentine en 1964. 
En 1982, il entame des études de sociologie à l’Université de Buenos Aires. La majorité des étudiants s’opposent à la dictature militaire en place. Règne alors une atmosphère répressive. Lorsqu’il commence ses études dans ce contexte particulier, la Guerre des Malouines éclate. Il réalise une série de peintures de guerre. 
À partir de 1983, il travaille à La Zona, un atelier mythique de Buenos Aires dans lequel il côtoie Alfredo Prior, José Garofalo, Sergio Avello, Rafael Bueno, Emeterio Cerro et d’autres artistes. 
Il aborde alors des thèmes reflétant les préoccupations collectives de son pays à cette période, au travers notamment de fresques sur les murs de la gare Callao du métro de Buenos Aires (« Proyecto Linea D »). S’intégrant dans un ensemble trop polémique pour la période, les fresques furent recouvertes.
En 1986, ses œuvres sont présentés dans l’exposition Latinoamericanos en Nueva York, à la galerie M-13 à New York aux côtés de celles de Rafael Bueno et Guillermo Kuitca. En 1988, pour la première fois, des expositions individuelles lui sont consacrées, à Buenos Aires et Sao Paulo. 
En Argentine, Martín Reyna a été confronté à l’atmosphère étouffante des années de dictature puis à la créativité accompagnant le retour à la démocratie et propre à certains groupes d’artistes de Buenos Aires.

### L'installation en France
En 1991, il voyage pour la première fois à Paris pour participer à l’exposition collective L’atelier de Buenos Aires organisée par Philippe Cyroulnik au Centre d’art contemporain d’Ivry-sur-Seine (le Crédac). Il s’installe à Paris en 1992. En 1994, une première exposition personnelle lui est consacrée à Paris, dans la Galerie Michel Vidal. 
S’il vit désormais en France, avec sa femme et sa fille, née en 2001, il continue de travailler en Argentine. Son œuvre, étroitement liée à la nature, est souvent réalisée d’après nature, notamment en Patagonie (en particulier sur le 42e parallèle près d’El Bolson), au sud de l’Argentine. Il est représenté par la Galerie Del Infinito, située à Buenos Aires et la Galerie Bessières, à Paris.
Installé en France depuis trente ans, il a remporté plusieurs prix et publié plusieurs livres. Depuis 1988 jusqu’en 2022, quarante expositions personnelles lui ont été consacrées.

## Œuvre
Au début de sa carrière Martín Reyna s’inspire de la peinture expressionniste tout en étant marqué par les  paysages surréalistes qu’il a pu voir à Buenos Aires. Depuis ses débuts ses œuvres ont beaucoup évolué : d’une peinture où les paysages intègrent des symboles dans lesquels se reflètent des ambiguïtés entre l’ordre et le chaos jusqu’aux aquarelles de grandes dimensions où la couleur devient la clé de son travail. Progressivement les figures humaines ont disparu de sa peinture, l’étonnant lui-même. 
La nature est étroitement liée à son art. Il en parle comme d’un « moteur ». Ses recherches portant sur ce lien entre peinture et nature sont mises en avant par l’importance de l’eau dans cette dernière. C’est par des rythmes visuels propres à des phénomènes dépassant l’humain qu’il créer en laissant agir les éléments entre eux à partir d’une structure géométrique établie. Martín Reyna dit à ce sujet qu’il veut créer une œuvre qui, une fois terminée, lui sera inconnue.  Philippe Cyroulnik témoigne de ce travail en affirmant « Martín Reyna a fait du papier la terre et le lit de la couleur… Il a laissé l’eau y dessiner la peinture. »
Selon Pierre Wat « Martín Reyna connaît ce risque qu'il y a à ne pas céder : à faire de chaque toile le lieu d'une expérimentation plutôt que d'une répétition, à concevoir la peinture comme l'outil d'une construction de soi plutôt que d'une intégration sociale dans le monde de l’art ».

## Expositions

### Expositions personnelles
Les premières expositions personnelles consacrées à Martín Reyna datent de 1987 et 1988 avec des expositions à la Galerie Del Retiro à Buenos Aires et une à la Galerie Subdistrito à São Paulo, au Brésil. Des expositions consacrées exclusivement aux œuvres de Martín Reyna s'organisent ensuite régulièrement : en 1989 et 1990 à la Galerie Adriana Rosenberg à Buenos Aires, en 1992 à la Galerie Jacob Karpio à San José de Costa Rica, en 1994 à la Galerie Michel Vidal à Paris, en 1995 à la Galerie El Museo à Bogota, en Colombie, et à la Galerie Klemm à Buenos Aires, en 1999 au centre culturel du quartier de Recoleta et à la Galerie Del Infinito à Buenos Aires tout comme en 2001. 
Cette même année 2001, il présente ses œuvres à l'ambassade d'Argentine en France. Dans les années 2000, les œuvres de Martín Reyna sont présentées aussi en 2003 au Centre culturel Candido Mendes de Rio de Janeiro au Brésil, en 2004 dans l'Espace Adamskidesign à Paris, en 2005 au Consultat argentin de New York et à Londres, en 2006 à la Pax Gallery à Knokke-Zoute en Belgique, dans la Galerie Karen Boltax à New York, à l'IILA (Instituto Italo Latinoamericano) à Rome et dans la Galerie Hogar Collection à New York. Il continue à osciller entre l'Amérique et l'Europe jusqu'en 2022. En Europe, il expose en 2007 à l'Université d'Angers, en 2008 au Pavillon de l'eau à Paris et à la Galerie Artemisa en Belgique, en 2008 encore à la Galerie d'est et d'ouest à Paris, en 2012 à la Galerie MGE à Paris, en 2013 au sein de la Maison de l'Amérique latine,, en 2014 à l'Ambassade d'Argentine en France, en 2015 et 2017 au sein de la Galerie Teodora. En 2018 ses œuvres sont exposées au sein de l'hôpital Saint Anne à Paris. Enfin, en 2019 il expose en France ses œuvres dans une exposition intitulée L'intimité de la couleur dans la galerie Younique à Paris. Aux États-Unis il expose principalement à New York : en 2010 à la Galerie Hogar Collection et en 2016 dans la Galerie Artemisa. En Amérique du Sud, il expose en 2012 à la Galerie Del Infinito située à Bogota et dans cette même galerie, mais à Buenos Aires et en 2016 en Uruguay dans la Galerie Del Paseo. 
En 2022, il présente une exposition intitulée El color en tránsito à la Galerie Del Infinito située à Buenos Aires,.

### Expositions de groupe
Dès ses débuts Martin Reyna évolue également aux côtés d'autres artistes, lui permettant de s'émanciper, en partie, du climat répressif de l'époque. Il avait rencontré le milieu artistique de Buenos Aires en rejoignant l'atelier La Zona et fait ensuite partie du groupe Los últimos pintores avec Rafael Bueno, Sergio Avello, Alejandro De Ilzarbe, José Garófalo, Miguel Harte et Gustavo Marrone. Il n'est donc pas étonnant que Martin Reyna ait souvent fait partie d'expositions de groupes. On retrouve ces groupes d'artistes argentins dès les expositions de 1984 où Martin Reyna expose ses œuvres : "Post-a-go-go" dans l'atelier La Zona à Buenos Aires et l'exposition Los últimos pintores au même endroit. Il réalise ensuite les fresques pour la station de métro Callao, aujourd'hui recouvertes. 
Il expose ensuite régulièrement au sein d'expositions de groupes en Amérique du Sud : à Buenos Aires, à Lima au Pérou (en 1986), au Chili, ou encore en Uruguay. Comme toute sa carrière, qui est marquée par les liens entre l'Europe et l'Amérique, ses expositions également marquant ce lien, reflétant ces échanges : Latinoamericanos en New York, M-13 Gallery. New York, États-Unis en 1986 ; L'atelier de Buenos Aires, CREDAC Ivry sur Seine en 1991; Amériques, huit artistes du Nouveau Monde, Center of Contemporary Art, Figeac en 1992 ; Rencontres 2000, Municipale Gallery Julio Gonzalez, Arcueil en 2000 ;  Petits formats d’Amérique Latine, Saint Pierre Gallery, Limoges en 2005 ;Abstracción Latinoamericana, Artconsult Gallery, Panama en 2009 ; Hémisphère Sud, School of Gérard Jacot, Belfort en 2011... Les expositions de groupe sont réalisées du fait de thèmes communs à plusieurs artistes. Martin Reyna fait partie de ceux qui mêlent nature et peinture : Traversées du paysage, Musée Baron Martin, Gray en 2004 ; Et si c’était l’arbre... , Saint Pierre Gallery, Limoges en 2008 ; Dialogues d’eau, Bagatelle Gallery, Aix les Bains en 2012. Les dernières expositions de groupe dont les œuvres de Martin Reyna font partie semblent prendre un nouveau partie pris, celui d'un genre : Extension du domaine de l'abstrait, Bessières Gallery, Chatou et POLEMIKS! Curado por Pierre Valls, Nube Gallery, Santa Cruz de la Sierra, Bolivie en 2022. En dehors de rapprochement thématique ou stylistique, les œuvres de Martin Reyna sont régulièrement présentées tout autour du monde : en Espagne, en Belgique, en Allemagne, aux États-Unis (Miami et New-York)... Une partie de ses créations ont été présentées également en 2020 avec d'autres peintres argentins à la résidence de l'ambassade d'Argentine à Paris.

### Distinctions
- 1989 : Gunther Prize of Paintings, CAYC (Centro de Arte y Comunicacion), Buenos Aires, Argentina[21]
- 1991 : Nuevo Mundo Foundation Prize, MNBA (Museo Nacional de Bellas Artes (es)), Buenos Aires, Argentine[21]
- 1997 : Costantini Prize, MNBA (Museo Nacional de Bellas Artes), Buenos Aires, Argentine[22]
- 1997 : Jean-François Millet Prize of Paintings for Painting from SIAP of Valognes, France[21]
- 2000 : Grants of Arts from Antorchas Foundation of Buenos Aires, Argentine[22]
- 2012 : Chandon Prize at ARTEBA Buenos Aires, Argentine[21]

### Publications
- Martín Reyna, Roberto De Luca, Carolina Spinetto, Piedra Parada, Ediciones Calude, Buenos Aires, 2020
- Martín Reyna, Roberto De Luca, Los árboles, Ediciones Luciano Calude, Buenos Aires, Argentina, 2019
- Martin Reyna, Paralelo 42°, texte Dans le territoire de la couleur, Philippe Cyroulnik, Editions Estela Gismero, Buenos Aires, 2017
- Herminia Mérega, Martín Reyna, Sarah T. Reyna, Horacio Spinetto et Bruno Tessarech, En plein air, Editions Herminia Mérega, Buenos Aires, Argentine, 2015
- Martin Reyna, Lila Zemboirain, La couleur de l'eau, Editions Virginie Boissière, Paris, 2008